# Тимофіївка волотиста
Тимофіївка волотиста (Phleum paniculatum) — вид рослин з родини злакових (Poaceae); поширений у південній частині Євразії.

## Опис
Однорічна рослина 10–30 см. Суцвіття вузько-циліндричне, лопатеве, внизу переривчасте, (1)3–5(8) см завдовжки. Колоскові луски 2–2.5(3) мм довжиною, звужені до основи, вгорі широкі. Нижні квіткові луски з розкиданими притиснутими щетинками. Стебла 3–45 см заввишки, 3–5-вузлові. Листові пластини м'які, 1.5–15 см, шириною 2–6 мм, голі, верхівка гостра; листові піхви голі; язичок 2–4 мм, тупий. Волоть вузько циліндрична, 1–10 × 0.4–0.8 см, жовтувато-зелена. Зернівка ≈ 1 мм. 2n = 28.

## Поширення
Поширений у південній частині Євразії.
В Україні зростає на відкритих сухих схилах, кам'янистих розсипах, пісках і галечниках — у Кримському передгір'ї й на Південному Березі Криму.